# Torjus Hansén
Torjus Ekeli Hansén (Skien, 29 ottobre 1973) è un ex calciatore norvegese, di ruolo difensore.

## Carriera

### Club
Hansén iniziò la carriera professionistica con la maglia dell'Odd Grenland. Collezionò 123 presenze e 6 reti in campionato in squadra, prima di trasferirsi al Lillestrøm. Nel 1999, esordì nella Tippeligaen proprio con questo club: l'11 aprile 1999 fu infatti titolare nell'incontro con il Brann, conclusosi con un successo per tre a uno della sua squadra. Il 24 giugno 2001 segnò la prima rete nella massima divisione norvegese, nel tre a zero sul Moss.
Nel 2002, passò ai tedeschi dell'Arminia Bielefeld. Debuttò nella Bundesliga il 24 agosto dello stesso anno, nel successo per uno a zero della sua squadra sul Wolfsburg. Collezionò 31 apparizioni in Germania, senza mai andare in rete.
Nel 2003 tornò allora in patria, per giocare nel Rosenborg. Esordì per la nuova squadra il 27 luglio, nella vittoria per uno a zero in casa del Vålerenga. Con il Rosenborg restò due anni, giocando anche in Champions League e vincendo sia la Tippeligaen 2003 che la Tippeligaen 2004.
Nel 2005 tornò all'Odd Grenland. L'8 febbraio 2011 rinnovò il suo contratto fino al 1º agosto dello stesso anno. Alla scadenza di questo accordo, si ritirò.

### Nazionale
Hansén giocò 3 partite per la Norvegia. Debuttò nella selezione maggiore scandinava il 20 novembre 2002, quando subentrò a Christer Basma nel successo per uno a zero contro l'Austria.
Partecipò con la sua Nazionale giovanile al mondiale Under-20 1993.

## Statistiche

### Cronologia presenze e reti in nazionale
| Cronologia completa delle presenze e delle reti in nazionale ― Norvegia | Cronologia completa delle presenze e delle reti in nazionale ― Norvegia | Cronologia completa delle presenze e delle reti in nazionale ― Norvegia | Cronologia completa delle presenze e delle reti in nazionale ― Norvegia | Cronologia completa delle presenze e delle reti in nazionale ― Norvegia | Cronologia completa delle presenze e delle reti in nazionale ― Norvegia | Cronologia completa delle presenze e delle reti in nazionale ― Norvegia | Cronologia completa delle presenze e delle reti in nazionale ― Norvegia |
| Data                                                                    | Città                                                                   | In casa                                                                 | Risultato                                                               | Ospiti                                                                  | Competizione                                                            | Reti                                                                    | Note                                                                    |
| ----------------------------------------------------------------------- | ----------------------------------------------------------------------- | ----------------------------------------------------------------------- | ----------------------------------------------------------------------- | ----------------------------------------------------------------------- | ----------------------------------------------------------------------- | ----------------------------------------------------------------------- | ----------------------------------------------------------------------- |
| 20-11-2002                                                              | Vienna                                                                  | Austria                                                                 | 0 – 1                                                                   | Norvegia                                                                | Amichevole                                                              | -                                                                       | 76’                                                                     |
| 12-2-2003                                                               | Candia                                                                  | Grecia                                                                  | 1 – 0                                                                   | Norvegia                                                                | Amichevole                                                              | -                                                                       | 46’                                                                     |
| 30-4-2003                                                               | Dublino                                                                 | Irlanda                                                                 | 1 – 0                                                                   | Norvegia                                                                | Amichevole                                                              | -                                                                       | 46’                                                                     |
| Totale                                                                  |                                                                         | Presenze                                                                | 3                                                                       |                                                                         | Reti                                                                    | 0                                                                       |                                                                         |

## Palmarès

### Giocatore

#### Club

##### Competizioni nazionali
- Tippeligaen: 2

Rosenborg: 2003, 2004